# Führergeburtstag

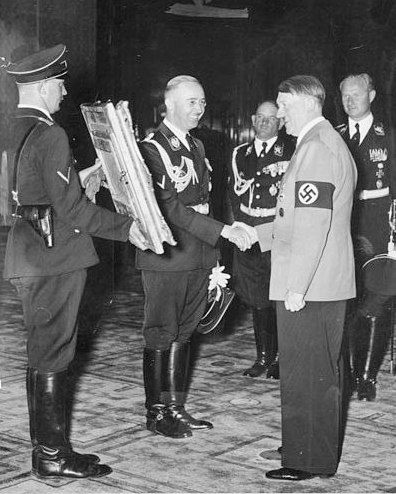
50. Geburtstag Hitlers 1939, Heinrich Himmler gratuliert

In der Zeit des Nationalsozialismus war der Führergeburtstag (auch Geburtstag des Führers oder Führers Geburtstag) ein „besonders begangener Tag“, an dem jährlich am 20. April, dem Geburtstag des „Führers und Reichskanzlers“ Adolf Hitler, Beflaggung angeordnet war. Lediglich der 20. April 1939, Hitlers 50. Geburtstag, war ein staatlich verordneter Feiertag, zu dem auch Vertreter ausländischer Regierungen und Streitkräfte in die Reichshauptstadt eingeladen wurden.

## Abläufe

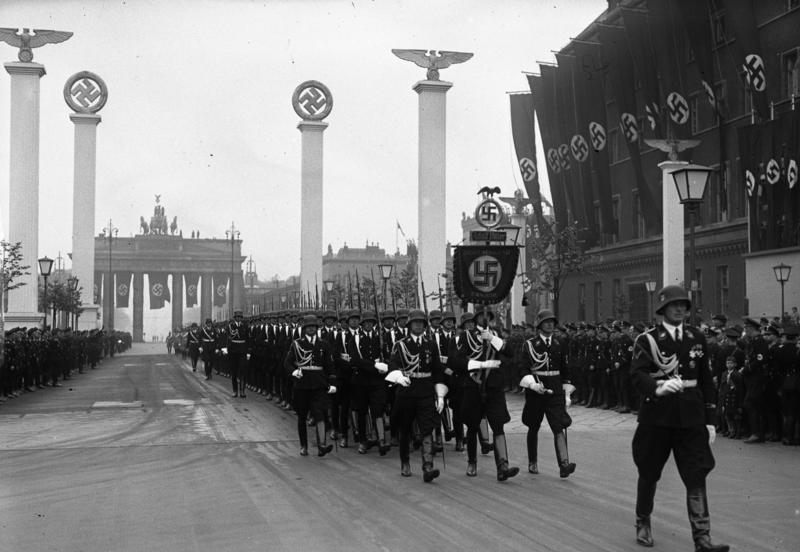
Parade zum 50. Geburtstag Hitlers 1939 vor dem Brandenburger Tor

Der Abend des 19. April war das Datum, an dem jährlich im ganzen Deutschen Reich Jugendliche feierlich in die Hitlerjugend aufgenommen wurden. So berichtet die Donau-Bodensee-Zeitung von einer Feierstunde mit Gelöbnis und anschließendem Marsch durch die Straßen der Stadt Ravensburg am 19. April 1944:

„Am Vorabend des Geburtstags des Führers traten über eine Million Jungen und Mädel im ganzen Reiche an, um in die große Gemeinschaft der Hitler-Jugend aufgenommen zu werden. Auch in Ravensburg waren die Zehnjährigen mit leuchtenden Augen und strahlenden Herzens gekommen, um sich als Geburtstagsgeschenk dem Führer zu geben.“

Am 20. April, dem Geburtstag selbst, wurden im Rahmen des Führerkultes Parteifeiern und Gedenkstunden im ganzen Reichsgebiet und in den annektierten Gebieten abgehalten (zuletzt 1944). Bei diesen waren neben Reden über die Größe des Führers und seine Rolle in der Geschichte auch antisemitische Hetzreden an der Tagesordnung. Üblich war auch das Singen von nationalsozialistischen Liedern, sogenannten „Liedern der Bewegung“, und der Nationalhymnen (Deutschlandlied als offizielle und Horst-Wessel-Lied als inoffizielle Hymne).
Am 20. April 1945 waren Feiern nur noch sehr eingeschränkt möglich und nahmen bisweilen groteske Züge an:

„Am 20.4.45, 19 Uhr müssen wir zur ‚Feier des Geburtstages des Führers‘ im Kasino des Landeshauses erscheinen. Ein Kreisleiter redet über den Endsieg! Die spendierte Flasche Rotwein und die kleine Portion Schinken und Wurst mit Brot haben uns nicht vom Sieg überzeugen können.“

Im vorletzten Reichsgesetzblatt (Nr. 9) vom 7. April 1945 war als Anordnung für den Dienst am 20. April 1945 vom stellvertretenden Reichsminister des Innern, Wilhelm Stuckart, ausdrücklich bestimmt worden, „daß mit Rücksicht auf die Kriegsnotwendigkeiten bei den staatlichen Behörden, den Gemeinden, Gemeindeverbänden und sonstigen Körperschaften, Anstalten und Stiftungen des öffentlichen Rechts am 20. April 1945 wie an anderen Werktagen Dienst zu leisten ist“.

## Nachwirkungen nach 1945
Im Jahr 1994 sagte der englische Fußballverband ein auf den 20. April terminiertes Länderspiel in Hamburg gegen Deutschland wegen befürchteter Ausschreitungen aufgrund des Datums ab.
Der baden-württembergische Ministerpräsident Günther Oettinger wollte nicht an diesem Datum durch den Landtag gewählt werden, nachdem sein Vorgänger Erwin Teufel seinen Rücktritt zum 19. April 2005 angekündigt hatte. Oettinger, der den 20. April durch den Hitler-Geburtstag für „historisch vorbelastet“ hielt, wurde daraufhin am 21. April in sein neues Amt eingeführt.
Der 20. April ist für Neonazis ein Feiertag. 1984 tagte unter Vorsitz von Michael Kühnen das „Komitee zur Vorbereitung der Feierlichkeiten zum 100. Geburtstag Adolf Hitlers“ in dem von Werner Georg Haverbeck und Ursula Haverbeck geleiteten Collegium Humanum im ostwestfälischen Vlotho. Die deutschen Neonazis Oliver Schweigert und Stella Palau heirateten am 20. April 2000, dem 111. Geburtstag von Adolf Hitler.
Immer wieder kommt es zu Anklagen wegen NS-Wiederbetätigung nach Gedenkaktionen oder „Geburtstagspostings“ in sozialen Medien anlässlich dieses Datums.